# Pomeni imen asteroidov: 2001–2500
Pregled pomenov imen asteroidov (malih planetov) od številke 2001 do 2500, ki jim je Središče za male planete dodelilo številko in so pozneje dobili tudi uradno ime v skladu z dogovorjenim načinom imenovanja. Pregled je preverjen z Schmadelovim Slovarjem imen malih planetov (Dictionary of Minor Planet Names) 
Pregled pojasnjuje izvor oziroma pomen imen asteroidov, ki ga je priznala Mednarodna astronomska zveza (IAU). Nekateri asteroidi imajo imajo dodatno pojasnilo (glej opombe) o izvoru imena, ki pa vedno ni popolnoma zanesljivo.
| Ime                   | Začasna oznaka | Izvor imena |
| 2001–2100             | 2001–2100      | 2001–2100 |
| --------------------- | -------------- | --- |
| 2001 Einstein         | 1973 EB        | Albert Einstein, nemško-ameriški fizik in Nobelov nagrajenec                                                                                          |
| 2002 Euler            | 1973 QQ1       | Leonhard Euler, švicarski matematik in fizik |
| 2003 Harding          | 6559 P-L       | Karl Ludwig Harding, nemški astronom |
| 2004 Lexell           | 1973 SV2       | Anders Johan Lexell, švedsko-ruski astronom in matematik                                                                                              |
| 2005 Hencke           | 1973 RA        | Karl Ludwig Hencke, nemški astronom |
| 2006 Polonskaya       | 1973 SB3       | Elena Ivanovna Kazimirčak-Polonskaja, ruska astronomka                                                                                                |
| 2007 McCuskey         | 1963 SQ        | Sidney W. McCuskey, ameriški direktor observatorija                                                                                                   |
| 2008 Konstitutsiya    | 1973 SV4       | Ustava Sovjetske zveze |
| 2009 Voloshina        | 1968 UL        | Vera Danilovna Vološina, ruska partizanka |
| 2010 Chebyshev        | 1969 TL4       | Pafnuti Lvovič Čebišov, ruski matematik |
| 2011 Veteraniya       | 1970 QB1       | ruska beseda za "veteran" (druga svetovna vojna) |
| 2012 Guo Shou-Jing    | 1964 TE2       | Guo Šoudžing, kitajski astronom in matematik |
| 2013 Tucapel          | 1971 UH4       | voditelj Mapučov (južnoameriško staroselsko (indijansko ljudstvo)                                                                                     |
| 2014 Vasilevskis      | 1973 JA        | Stanislaus Vasilevskis, v Latviji rojen ameriški astronom                                                                                             |
| 2015 Kachuevskaya     | 1972 RA3       | Natasha Kačevskaja, ruska vojakinja |
| 2016 Heinemann        | 1938 SE        | Karl Heinemann, nemški astronom |
| 2017 Wesson           | A903 SC        | Mary Joan Wesson Bardwell, žena ameriškega astronoma Conrada M. Bardwella                                                                             |
| 2018 Schuster         | 1931 UC        | Hans-Emil Schuster, nemški astronom |
| 2019 van Albada       | 1935 SX1       | Gale Bruno van Albada, nizozemski astronom |
| 2020 Ukko             | 1936 FR        | Ukko, finski vrhovni bog |
| 2021 Poincaré         | 1936 MA        | Henri Poincaré, francoski matematik |
| 2022 West             | 1938 CK        | Richard Martin West, danski astronom |
| 2023 Asaph            | 1952 SA        | Asaph Hall, ameriški astronom |
| 2024 McLaughlin       | 1952 UR        | Dean Benjamin McLaughlin, ameriški spektroskopist in geolog                                                                                           |
| 2025 Nortia           | 1953 LG        | etruščanska boginja usode |
| 2026 Cottrell         | 1955 FF        | Frederick Gardner Cottrell, poslovnež |
| 2027 Shen Guo         | 1964 VR1       | Šen Guo, astronom |
| 2028 Janequeo         | 1968 OB1       | žena Guepotana, voditelja Mapučov (južnoameriško staroselsko (indijansko ljudstvo)                                                                    |
| 2029 Binomi           | 1969 RB        | namišljen odkritelj binoma |
| 2030 Belyaev          | 1969 TA2       | polkovnik Pavel Ivanovič Beljajev, sovjetski kozmonavt                                                                                                |
| 2031 BAM              | 1969 TG2       | graditelj bajkalsko-amurske magistrale (BAM) |
| 2032 Ethel            | 1970 OH        | Ethel Lilian Voynich, britanski pisatelj |
| 2033 Basilea          | 1973 CA        | Basel, Švica |
| 2034 Bernoulli        | 1973 EE        | več matematikov družine Bernoulli |
| 2035 Stearns          | 1973 SC        | Carl Leo Stearns, ameriški astronom |
| 2036 Sheragul         | 1973 SY2       | vas Šeragul v Sibiriji |
| 2037 Tripaxeptalis    | 1973 UB        | nosi izmišljeno ime: 3-krat 679 Pax (asteroid) in 7-krat 291 Alica (asteroid)                                                                         |
| 2038 Bistro           | 1973 WF        | bistro, vrsta lokala |
| 2039 Payne-Gaposchkin | 1974 CA        | Cecilia Payne-Gaposchkin, v Britaniji rojena ameriška astronomka                                                                                      |
| 2040 Chalonge         | 1974 HA        | Daniel Chalonge, francoski astronom |
| 2041 Lancelot         | 2523 P-L       | Lancelot, eden izmed vitezov okrogle mize in vitez kralja Arturja                                                                                     |
| 2042 Sitarski         | 4633 P-L       | Grzegorz Sitarski, poljski astronom |
| 2043 Ortutay          | 1936 TH        | Gyula Ortutay, madžarski kulturni voditelj |
| 2044 Wirt             | 1950 VE        | Carl A. Wirtanen, ameriški astronom |
| 2045 Peking           | 1964 TB1       | Beijing, Ljudska republika Kitajska |
| 2046 Leningrad        | 1968 UD1       | mesto Leningrad, ZSSR |
| 2047 Smetana          | 1971 UA1       | Bedřich Smetana, češki skladatelj |
| 2048 Dwornik          | 1973 QA        | Stephen E. Dwornik or E. J. Dwornik, planetarni geolog                                                                                                |
| 2049 Grietje          | 1973 SH        | G. A. M. Haring-Gehrels, svakinja na Nizozemskem rojenega ameriškega astronoma Toma Gehrelsa                                                          |
| 2050 Francis          | 1974 KA        | Fred and Kay Francis, starši odkritelja |
| 2051 Chang            | 1976 UC        | Zhang Yuzhe |
| 2052 Tamriko          | 1976 UN        | Tamara West, žena odkritelja |
| 2053 Nuki             | 1976 UO        | Nodari West, sin odkritelja |
| 2054 Gawain           | 4097 P-L       | Gawain, vitez kralja Arturja |
| 2055 Dvořák           | 1974 DB        | Antonín Leopold Dvořák, češki skladatelj |
| 2056 Nancy            | A909 TB        | Nancy Lou Zissell Marsden, žena Briana G. Marsdena |
| 2057 Rosemary         | 1934 RQ        | Rosemary Birky Hoffmann Scholl, prva žena Hansa Scholla                                                                                               |
| 2058 Róka             | 1938 BH        | Gedeon Róka, madžarski znanstveni pisec |
| 2059 Baboquivari      | 1963 UA        | Babioquivari, sveta gora za pleme Indijancev Papago iz severnega dela Mehike in južne Arizone                                                         |
| 2060 Hiron            | 1977 UB        | Hiron, kentaver iz grške mitologije |
| 2061 Anza             | 1960 UA        | kapitan Juan Bautista de Anza, španski raziskovalec                                                                                                   |
| 2062 Aten             | 1976 AA        | Aten, staroegipčanski bog |
| 2063 Bacchus          | 1977 HB        | Bacchus, bog iz rimske mitologije |
| 2064 Thomsen          | 1942 RQ        | Ivan Leslie Thomsen, astronom iz Nove Zelandije |
| 2065 Spicer           | 1959 RN        | Edward H. Spicer, antropolog |
| 2066 Palala           | 1934 LB        | reka Palala, pritok reke Limpopo, Južna Afrika |
| 2067 Aksnes           | 1936 DD        | Kaare Aksnes, astronom |
| 2068 Dangreen         | 1948 AD        | Daniel W. E. Green, ameriški delavec na observatoriju                                                                                                 |
| 2069 Hubble           | 1955 FT        | Edwin Hubble, ameriški astronom |
| 2070 Humason          | 1964 TQ        | Milton L. Humason, ameriški astronom |
| 2071 Nadezhda         | 1971 QS        | Nadežda Konstantinovna Krupskaja, vzgojiteljica, žena Vladimirja Lenina                                                                               |
| 2072 Kosmodemyanskaya | 1973 QE2       | Lubov Timofejevna Kosmodemjanskaja, mati sovjetskih herojev Zoje Kosmodemjanskaje in Aleksandra Kosmodemjanskega                                      |
| 2073 Janáček          | 1974 DK        | Leoš Janáček, češki skladatelj |
| 2074 Shoemaker        | 1974 UA        | Eugene Merle Shoemaker, ameriški astronom |
| 2075 Martinez         | 1974 VA        | Hugo Arturo Martinez, argentinski astronom |
| 2076 Levin            | 1974 WA        | Boris Yulevich Levin, ruski astronom in geofizik |
| 2077 Kjangsu          | 1974 YA        | Džjangsu, Ljudska republika Kitajska |
| 2078 Nanking          | 1975 AD        | Nanking, Ljudska republika Kitajska |
| 2079 Jacchia          | 1976 DB        | Luigi Giuseppe Jacchia, v Italiji rojen ameriški astronom                                                                                             |
| 2080 Jihlava          | 1976 DG        | mesto Jihlava, Češka |
| 2081 Sázava           | 1976 DH        | reka Sázava, pritok reke Vltave, Češka |
| 2082 Galahad          | 7588 P-L       | Galahad, vitez kralja Arturja |
| 2083 Smither          | 1973 WB        | John C. Smith, astronom |
| 2084 Okayama          | 1935 CK        | mesto Okayama, Japonska |
| 2085 Henan            | 1965 YA        | provinca Henan, Ljudska republika Kitajska |
| 2086 Newell           | 1966 BC        | Homer Edward Newell, ameriški fizik in vesoljski znanstvenik                                                                                          |
| 2087 Kochera          | 1975 YC        | Peter Kocher, švicarski amaterski astronom, tehnični direktor Observatorija Naef Ependes, Švica in lastnik teleskopa v Tetlingenu ? *                 |
| 2088 Sahlia           | 1976 DJ        | Hermann Sahli, zdravnik |
| 2089 Cetacea          | 1977 VF        | red Cetacea (kiti) |
| 2090 Mizuho           | 1978 EA        | hčerka odkritelja |
| 2091 Sampo            | 1941 HO        | Sampo, magični artefakt |
| 2092 Sumiana          | 1969 UP        | mesto Sumi, Ukrajina |
| 2093 Genichesk        | 1971 HX        | mesto Geničesk, Ukrajina |
| 2094 Magnitka         | 1971 TC2       | rudarsko mesto Magnitogorsk, Rusija |
| 2095 Parsifal         | 6036 P-L       | Parsifal, vitez kralja Arturja |
| 2096 Väinö            | 1939 UC        | Väinämöinen, iz finske mitologije |
| 2097 Galle            | 1953 PV        | Johann Gottfried Galle, nemški astronom |
| 2098 Zyskin           | 1972 QE        | Jurjevič Ziskin, professor na Krimskem medicinskem inštitutu                                                                                          |
| 2099 Öpik             | 1977 VB        | Ernst Öpik, estonski astronom |
| 2100 Ra-Shalom        | 1978 RA        | staroegipčanski bog Ra + hebrejski pozdrav Šalom (v čast Mirovnega sporazuma v Camp Davidu (1978))                                                    |
| 2101–2200             |                | |
| 2101 Adonis           | 1936 CA        | Adonis, mladenič v grški mitologiji |
| 2102 Tantalus         | 1975 YA        | Tantal, oseba iz grške mitologije |
| 2103 Laverna          | 1960 FL        | ščiti bogove pred tatovi in sleparji |
| 2104 Toronto          | 1963 PD        | Univerza v Torontu, med praznovanjem njene 150-letnice je bil asteroid odkrit                                                                         |
| 2105 Gudy             | 1976 DA        | Gudrun Werner, prijateljica odkritelja |
| 2106 Hugo             | 1936 UF        | Victor Hugo, francoski pisatelj |
| 2107 Ilmari           | 1941 VA        | Ilmarinen, iz finske mitologije (Kalevala) |
| 2108 Otto Schmidt     | 1948 TR1       | Otto Yulevich Schmidt, sovjetski matematik, geofizik, astronom , polarni raziskovalec in pisatelj                                                     |
| 2109 Dhotel           | 1950 TH2       | André Dhotel, francoski pisatelj |
| 2110 Moore-Sitterly   | 1962 RD        | Charlotte Moore Sitterly, ameriška astronomka |
| 2111 Tselina          | 1969 LG        | propaganda za razvoj neobljudenih področij v ZSSR |
| 2112 Ulyanov          | 1972 NP        | Aleksander Uljanov, brat Vladimirja Iljiča Uljanova (Lenina)                                                                                          |
| 2113 Ehrdni           | 1972 RJ2       | Erdni Teldzievič Delikov, sovjetski junak iz druge svetovne vojne                                                                                     |
| 2114 Wallenquist      | 1976 HA        | Åke A. E. Wallenquist švedski |
| 2115 Irakli           | 1976 UD        | Irakli West, sin odkritelja |
| 2116 Mtskheta         | 1976 UM        | Mcheta, Gruzija |
| 2117 Danmark          | 1978 AC        | Danska |
| 2118 Flagstaff        | 1978 PB        | kraj Flagstaff, nahajališče Observatorija Lowell |
| 2119 Schwall          | 1930 QG        | August Schwall, član osebja na observatoriju |
| 2120 Tyumenia         | 1967 RM        | Tjumenska oblast, oblast v Rusiji |
| 2121 Sevastopol       | 1971 ME        | mesto Sevastopol, Krim, Ukrajina |
| 2122 Pyatiletka       | 1971 XB        | petletni gospodarski plan (petletka) v nekdanji ZSSR                                                                                                  |
| 2123 Vltava           | 1973 SL2       | reka Vltava |
| 2124 Nissen           | 1974 MK        | Juan Jose Nissen, argentinski astronom ali Poul Erik Nissen, danski astronom *                                                                        |
| 2125 Karl-Ontjes      | 2005 P-L       | Karl-Ontjes Groeneveld, nemški fizik |
| 2126 Gerasimovich     | 1970 QZ        | Boris Petrovič Gerasimovič, ruski astrofizik |
| 2127 Tanya            | 1971 KB1       | Tanja Savičeva, 12-letna šolarka, ki je umrla med obleganjem Leningrada                                                                               |
| 2128 Wetherill        | 1973 SB        | George W. Wetherill, ameriški geokemik in planetarni geolog                                                                                           |
| 2129 Cosicosi         | 1973 SJ        | italijanska oznaka za brezbrižnost (»takotako«) |
| 2130 Evdokiya         | 1974 QH1       | Evdokija Efimovna Šelokova, mati odkritelja |
| 2131 Mayall           | 1975 RA        | Nicholas U. Mayall, ameriški astronom |
| 2132 Zhukov           | 1975 TW3       | Georgij Konstantinovič Žukov, sovjetski vojaški komandant                                                                                             |
| 2133 Franceswright    | 1976 WB        | Frances Wright, socialni reformator |
| 2134 Dennispalm       | 1976 YB        | Dennis Palm, delavec na observatoriju |
| 2135 Aristaeus        | 1977 HA        | Aristej, bog iz grške mitologije |
| 2136 Jugta            | 1933 OC        | Jay U. Gunter, ameriški patolog in amaterski astronom, več kot 15 let je izdajal revijo "Tonight's Asteroids" (Nocojšnji asteroidi)                   |
| 2137 Priscilla        | 1936 QZ        | Priscilla Fairfield Bok, ameriška astronomka, žena na Nizozemskem rojenega ameriškega astronoma Barta Jana Boka                                       |
| 2138 Swissair         | 1968 HB        | švicarska letalska družba |
| 2139 Makharadze       | 1970 MC        | mesto Ozurgeti, Gruzija (mesto dvojček Geničeska v Ukrajini), imenovanje v čast prijateljstva med gruzijskim in ukrajinskim narodom                   |
| 2140 Kemerovo         | 1970 PE        | oblast Kemerovo, Rusija |
| 2141 Simferopol       | 1970 QC1       | mesto Simferopol, Ukrajina |
| 2142 Landau           | 1972 GA        | Lev Davidovič Landau, ruski fizik |
| 2143 Jimarnold        | 1973 SA        | Jim Arnold, kemik |
| 2144 Marietta         | 1975 BC1       | Marieta Sergejevna Šaginjan, sovjetska pisateljica |
| 2145 Blaauw           | 1976 UF        | Adriaan Blaauw, nizozemski astronom |
| 2146 Stentor          | 1976 UQ        | Stentor, bojevnik v trojanski vojni |
| 2147 Kharadze         | 1976 US        | Evgenij Kirilovič Karadze, gruzijski astronom, director Observatorija Abastumani                                                                      |
| 2148 Epeios           | 1976 UW        | Epeios, vojak in graditelj Trojanskega konja |
| 2149 Schwambraniya    | 1977 FX        | izmišljena dežela v romanu Conduite and Schwambraniya (Кондуит и Швамбрания) Leva Kassila (judovsko – ruski pisatelj)                                 |
| 2150 Nyctimene        | 1977 TA        | hčerka Epopeja kralja na otoku Lesbosu |
| 2151 Hadwiger         | 1977 VX        | Hugo Hadwiger, švicarski matematik |
| 2152 Hannibal         | 1978 WK        | Hannibal, kartažanski general |
| 2153 Akiyama          | 1978 XD        | Kaoru Akijama, japonski astronom |
| 2154 Underhill        | 2015 P-L       | Anne B. Underhill, kanadski |
| 2155 Wodan            | 6542 P-L       | Odin, bog v nordijski mitologiji |
| 2156 Kate             | A917 SH        | žena L. K. Kristensena |
| 2157 Ashbrook         | A924 EF        | Joseph Ashbrook, izdajatelj mesečne revije Sky & Telescope                                                                                            |
| 2158 Tietjen          | 1933 OS        | Friedrich Tietjen, nemški astronom |
| 2159 Kukkamäki        | 1941 UX        | T. J. Kukkamäki, finski geodet |
| 2160 Spitzer          | 1956 RL        | Lyman Strong Spitzer mlajši, ameriški, fizik, astronom in astrofizik                                                                                  |
| 2161 Grissom          | 1963 UD        | Gus Grissom, ameriškiastronavt |
| 2162 Anhui            | 1966 BE        | Anhui, Ljudska republika Kitajska |
| 2163 Korczak          | 1971 SP1       | Janusz Korczak, poljski pisatelj, ki je umrl v Koncentracijskem taborišču Treblinka                                                                   |
| 2164 Lyalya           | 1972 RM2       | Elena Konstantinova Ubiivovk, študentka astronomije, ki je umrla v drugi svetovni vojni                                                               |
| 2165 Young            | 1956 RJ        | Charles Augustus Young, ameriški astronom |
| 2166 Handahl          | 1936 QB        | Violet Handahl Green, mati Daniela W. E. Greena iz Središče za male planete                                                                           |
| 2167 Erin             | 1971 LA        | hčerka astronoma Georga Punka, |
| 2168 Swope            | 1955 RF1       | Henrietta Hill Swope, ameriška astronomka |
| 2169 Taiwan           | 1964 VP1       | otok Tajvan |
| 2170 Byelorussia      | 1971 SZ        | država Belorusija |
| 2171 Kiev             | 1973 QD1       | mesto Kiev, Ukrajina |
| 2172 Plavsk           | 1973 QA2       | mesto Plavsk, Rusija |
| 2173 Maresjev         | 1974 QG1       | Aleksej Petrovič Maresjev, ruski vojni veteran |
| 2174 Asmodeus         | 1975 TA        | Asmodai, bog/demon |
| 2175 Andrea Doria     | 1977 TY        | Andrea Doria, admiral iz Genove |
| 2176 Donar            | 2529 P-L       | Thor, v nordijski mitologiji bradati bog groma |
| 2177 Oliver           | 6551 P-L       | Bernard M. Oliver, raziskovalec pri firmi Hewlett-Packard                                                                                             |
| 2178 Kazakhstania     | 1972 RA2       | Kazahstan |
| 2179 Platzeck         | 1965 MA        | Ricardo Pablo Platzeck, argentinski astronom |
| 2180 Marjaleena       | 1940 RJ        | Marjaleena Johnsson, hčerka odkritelja |
| 2181 Fogelin          | 1942 YA        | Eric S. Fogelin, član osebja pri Centru za male palnete                                                                                               |
| 2182 Semirot          | 1953 FH1       | Pierre Sémirot, francoskiastronom |
| 2183 Neufang          | 1959 OB        | Neufang, pokrajina Turingija v Nemčiji |
| 2184 Fudžjan          | 1964 TV2       | provinca Fudžjan, Ljudska republika Kitajska |
| 2185 Guangdong        | 1965 WO        | provinca Guangdong, Ljudska republika Kitajska |
| 2186 Keldysh          | 1973 SQ4       | Mstislav Vsevolodovič Keldiš, sovjetski fizik in matematik                                                                                            |
| 2187 La Silla         | 1976 UH        | Observatorij La Silla |
| 2188 Orlenok          | 1976 UL4       | Orljonok zvezni Pionirski tabor (Пионерский лагерь) v Sovjetski zvezi                                                                                 |
| 2189 Zaragoza         | 1975 QK        | mesto Zaragoza v Španiji |
| 2190 Coubertin        | 1976 GV3       | baron Pierre de Coubertin, francoski vzgojitelj in začetnik modernih Olimpijskih iger                                                                 |
| 2191 Uppsala          | 1977 PA1       | Uppsala, Švedska in njena Univerza v Upsali |
| 2192 Pyatigoriya      | 1972 HP        | mesto Pjatigorsk, Rusija |
| 2193 Jackson          | 1926 KB        | Cyril V. Jackson, južnoafriški astronom |
| 2194 Arpola           | 1940 GE        | odkriteljeva poletna vila blizu mesta Turku na Finskem                                                                                                |
| 2195 Tengström        | 1941 SP1       | Erik Tengström, švedski geodet |
| 2196 Ellicott         | 1965 BC        | Andrew Ellicott Douglass, ameriški astronom |
| 2197 Šanghaj          | 1965 YN        | Šanghaj, Ljudska republika Kitajska |
| 2198 Ceplecha         | 1975 VF        | Zdeněk Ceplecha, češki astronom |
| 2199 Kleť             | 1978 LA        | Observatorij Kleť, ki se nahaja na griču Kleť, Češka                                                                                                  |
| 2200 Pasadena         | 6090 P-L       | mesto Pasadena, ZDA |
| 2201–2300             |                | |
| 2201 Oljato           | 1947 XC        | Moonlight Water (voda v mesečini), druga oznaka za dolino Monument Valley, Utah, ZDA                                                                  |
| 2202 Pele             | 1972 RA        | Pele, polinezijska boginja ognja |
| 2203 van Rhijn        | 1935 SQ1       | Pieter Johannes van Rhijn, nizozemski astronom |
| 2204 Lyyli            | 1943 EQ        | Lyyli Heinänen, amaterski astronom |
| 2205 Glinka           | 1973 SU4       | Mikhail Ivanovich Glinka, ruski skladatelj |
| 2206 Gabrova          | 1976 GR3       | mesto Gabrovo, Bolgarija |
| 2207 Antenor          | 1977 QH1       | Antenor, heroj iz Troje iz grške mitologije |
| 2208 Pushkin          | 1977 QL3       | Aleksander Serhejevič Puškin, ruski pesnik |
| 2209 Tjandžin         | 1978 US1       | Tjandžin, Ljudska republika Kitajska |
| 2210 Lois             | 9597 P-L       | Lois J. Baldwin, žena Ralpha Belknapa Baldwina, ameriškega astronoma                                                                                  |
| 2211 Hanuman          | 1951 WO2       | Hanuman, opičje božanstvo v indijski mitologiji |
| 2212 Hephaistos       | 1978 SB        | Hefajst, v grški mitologiji bog ognja in kovaštva |
| 2213 Meeus            | 1935 SO1       | Jean Meeus, belgijski amaterski astronom |
| 2214 Carol            | 1953 GF        | Carol D. Valenti, član osebja na Centru za male planete                                                                                               |
| 2215 Sečuan           | 1964 VX2       | provinca Sečuan, Ljudska republika Kitajska |
| 2216 Kerch            | 1971 LF        | mesto heroj Kerč (ukrajinsko: Керч), Krim, Ukrajina                                                                                                   |
| 2217 Eltigen          | 1971 SK2       | kraj, kjer so se leta 1943 izkrcale enote Sovjetske enote (Operacija Kerč-Eltigen)                                                                    |
| 2218 Wotho            | 1975 AK        | otok (atol)Wotho Atoll, Marshallovi otoki |
| 2219 Mannucci         | 1975 LU        | Edgardo Mannucci, strojnik na observatoriju |
| 2220 Hicks            | 1975 VB        | William B. Hicks, poslovnež |
| 2221 Chilton          | 1976 QC        | Jean Chilton McCroskey, žena Richarda Eugena McCroskeyja, ameriškega astronoma                                                                        |
| 2222 Lermontov        | 1977 ST1       | Mikhail Lermontov, ruski pesnik |
| 2223 Sarpedon         | 1977 TL3       | Sarpedon, bojevnik v grški mitologiji |
| 2224 Tucson           | 2528 P-L       | mesto Tucson, ZDA |
| 2225 Serkowski        | 6546 P-L       | Krzysztof M. Serkowski, na Poljskem rojen ameriški astronom                                                                                           |
| 2226 Cunitza          | 1936 QC1       | Lydia Cunitz, svakinja odkritelja |
| 2227 Otto Struve      | 1955 RX        | Otto Struve, v Risiji rojen ameriški astronom |
| 2228 Soyuz-Apollo     | 1977 OH        | preskusni projekt Apollo-Sojuz, vesoljska odprava vesoljskih programov ZDA in SZ                                                                      |
| 2229 Mezzarco         | 1977 RO        | italijanski izraz za del krone (half-arch, half-vault)                                                                                                |
| 2230 Junan            | 1978 UT1       | provinca Junan, Ljudska republika Kitajska |
| 2231 Durrell          | 1941 SG        | Lawrence Durrell, britanski pisatelj |
| 2232 Altaj            | 1969 RD2       | Republika Altaj, Rusija |
| 2233 Kuznetsov        | 1972 XE1       | Nikolaj Ivanovič Kuznecov, Sovjetski partizan |
| 2234 Schmadel         | 1977 HD        | Lutz D. Schmadel, nemški astronom |
| 2235 Vittore          | A924 GA        | observatorij v Bologni, Italija |
| 2236 Austrasia        | 1933 FX        | Avstrazija, kraljestvo Merovinških Frankov |
| 2237 Melnikov         | 1938 TB        | Oleg Aleksandrovich Melnikov, ruski astronom |
| 2238 Steshenko        | 1972 RQ1       | Nikolaj Vladimirovič Stešenko, ruski (ukrajinski?) astronom                                                                                           |
| 2239 Paracelsus       | 1978 RC        | Paracelzij, zdravnik |
| 2240 Tsai             | 1978 YA        | Tsai Čang-hsien, kitajski astronom |
| 2241 Alcathous        | 1979 WM        | Alkatos, oseba iz grške mitologije |
| 2242 Balaton          | 1936 TG        | jezero Blatno jezero (Balaton), največje jezero na Madžarskem                                                                                         |
| 2243 Lönnrot          | 1941 SA1       | Elias Lönnrot, finski učenjak, ki je zbiral ljudske pripovedke                                                                                        |
| 2244 Tesla            | 1952 UW1       | Nikola Tesla, v Srbiji rojen izumitelj |
| 2245 Hekatostos       | 1968 BC        | grški izraz za stoti (odkriti asteroid v skupnem programu)                                                                                            |
| 2246 Bowell           | 1979 XH        | Edward L. G. Bowell, ameriški astronom |
| 2247 Hiroshima        | 6512 P-L       | mesto Hirošima, Japonska |
| 2248 Kanda            | 1933 DE        | Šigeru Kanda, japonski znanstveni pisec |
| 2249 Yamamoto         | 1942 GA        | Issei Yamamoto, japonski astronom |
| 2250 Stalingrad       | 1972 HN        | sedaj Volgograd, Rusija |
| 2251 Tikhov           | 1977 SU1       | Gavriil Adrianovič Tihov, beloruski astronom in pionir astrobiologije                                                                                 |
| 2252 CERGA            | 1978 VT        | kratica za (Centre d'études et de recherches géodynamiques et astrométriques ali CÉRGA, Središče za študij in geodinamične raziskave in astrometrijo) |
| 2253 Espinette        | 1932 PB        | hiša v vasi Williams Bay, Wisconsin, ZDA |
| 2254 Requiem          | 1977 QJ1       | v spomin na odkriteljevo mater |
| 2255 Činghaj          | 1977 VK1       | provinca Činghaj, Ljudska republika Kitajska |
| 2256 Wiśniewski       | 4519 P-L       | Wiesław Z. Wiśniewski, poljski astronom |
| 2257 Kaarina          | 1939 QB        | Kaarina Soini, hčerka odkritelja |
| 2258 Viipuri          | 1939 TA        | sedaj Viborg, Risija |
| 2259 Sofievka         | 1971 OG        | park v mestu Uman,Ukrajina |
| 2260 Neoptolemus      | 1975 WM1       | Neoptolemaj, bojevnik iz grške mitologije |
| 2261 Keeler           | 1977 HC        | James Edward Keeler, ameriški astronom |
| 2262 Mitidika         | 1978 RB        | Romka iz romana Clemensa Brentana |
| 2263 Šaanši           | 1978 UW1       | provinca Šaanši, Ljudska republika Kitajska |
| 2264 Sabrina          | 1979 YK        | legendarna angleška princesa, hčerka kralja Locrina, utopljena v reki Severn                                                                          |
| 2265 Verbaandert      | 1950 DB        | Jean Verbaandert, belgijski geofizik |
| 2266 Tchaikovsky      | 1974 VK        | Peter Iljič Čajkovski, ruski skladatelj |
| 2267 Agassiz          | 1977 RF        | Louis Agassiz, v Švici rojen ameriški zoolog in geolog                                                                                                |
| 2268 Szmytowna        | 1942 VW        | Maria Szmytowna, kemik |
| 2269 Efremiana        | 1976 JA2       | Ivan Antonovič Efremov, sovjetski paleontolog in pisatelj                                                                                             |
| 2270 Yazhi            | 1980 ED        | v navajščini izraz za majhna |
| 2271 Kiso             | 1976 UV5       | podružnica Observatorija Tokio |
| 2272 Montezuma        | 1972 FA        | Moktezuma II., deveti vladar v Asteškem imperiju |
| 2273 Yarilo           | 1975 EV1       | Jarilo, slovanski bog sonca |
| 2274 Ehrsson          | 1976 EA        | prijateljica odkritelja |
| 2275 Cuitlahuac       | 1979 MH        | Cuitláhuac, deseti vladar v Asteškem imperiju |
| 2276 Warck            | 1933 QA        | Evelyne Warck, vnukinja odkritelja |
| 2277 Moreau           | 1950 DS        | Fernand Moreau, belgijski astronom |
| 2278 Götz             | 1953 GE        | Paul Götz, član osebja na observatoriju |
| 2279 Barto            | 1968 DL        | Agnija Lvovna Barto, Sovjetska pesnica |
| 2280 Kunikov          | 1971 SL2       | Tzezar Lvovich Kunikov, Sovjetski vojni heroj in vojaški poveljnik, njegova armada je leta 1943 zasedla Malo zemljo (rusko: Малая Земля)              |
| 2281 Biela            | 1971 UQ1       | Wilhelm von Biela, avstrijski astronom |
| 2282 Andrés Bello     | 1974 FE        | Andrés Bello, venezuelski intelektualec |
| 2283 Bunke            | 1974 SV4       | Tamara Bunke, nemška domoljubka |
| 2284 San Juan         | 1974 TG1       | provinca San Juan in Univerza v San Juanu, Argentina                                                                                                  |
| 2285 Ron Helin        | 1976 QB        | Ronald P. Helin, soprog Eleanor Francis Helin, ameriške astronomke                                                                                    |
| 2286 Fesenkov         | 1977 NH        | Vasilij Fesenkov, Sovjetski astrofizik |
| 2287 Kalmykia         | 1977 QK3       | Kalmiška avtonomna sovjetska socialistična republika, (Sovjetska federativna socialistična republika ali SFSR) (sedaj Kalmikija, Rusija)              |
| 2288 Karolinum        | 1979 UZ        | Collegij Carolinum, glavna stavba na Karlovi univerzi v Pragi                                                                                         |
| 2289 McMillan         | 6567 P-L       | Robert Scott McMillan, ameriški astronom |
| 2290 Helffrich        | 1932 CD1       | Joseph Helffrich, nemški astronom |
| 2291 Kevo             | 1941 FS        | poljska postaja na reki Kevo, provinca Lapland, Finska                                                                                                |
| 2292 Seili            | 1942 RM        | Seili, otok blizu mesta Turku |
| 2293 Guernica         | 1977 EH1       | Guernica, Španija |
| 2294 Andronikov       | 1977 PL1       | Iraklij Luarsabovič Andronikov, sovjetski pisatelj |
| 2295 Matusovskij      | 1977 QD1       | Mihail Lvovič Matusovskij, sovjetski pesnik |
| 2296 Kugultinov       | 1975 BA1       | David Nikitič Kugultinov, pesnik iz Kalmikije in ZSSR                                                                                                 |
| 2297 Daghestan        | 1978 RE        | Dagestanska avtonomna sovjetska socialistična republika, (Sovjetska federativna socialistična republika ali SFSR) (sedaj Dagestan, Rusija)            |
| 2298 Cindijon         | A915 TA        | Cynthia in Jonathan, otrokaBriana G. Marsdena |
| 2299 Hanko            | 1941 SZ        | mesto in občina Hanko,Finska |
| 2300 Stebbins         | 1953 TG2       | Joel Stebbins, ameriški astronom |
| 2301–2400             |                | |
| 2301 Whitford         | 1965 WJ        | Albert Edward Whitford, ameriški astronom |
| 2302 Florya           | 1972 TL2       | Nikolaj Fedorovič Florja, ruski astronom |
| 2303 Retsina          | 1979 FK        | Retsina, grško vino |
| 2304 Slavia           | 1979 KB        | Slavia, športni klub v Pragi |
| 2305 King             | 1980 RJ1       | Martin Luther King, vodja gibanja za državljanske pravice                                                                                             |
| 2306 Bauschinger      | 1939 PM        | Julius Bauschinger, nemški astronom |
| 2307 Garuda           | 1957 HJ        | Garuda je sin Kasjapa in Vinate v indijski mitologiji                                                                                                 |
| 2308 Schilt           | 1967 JM        | Jan Schilt, nizozemski astronom |
| 2309 Mr. Spock        | 1971 QX1       | odkriteljeva mačka, ki je imela ime po osebi iz Zvezdnih stez                                                                                         |
| 2310 Olshaniya        | 1974 SU4       | posvečeno heroju Sovjetske zveze Konstantinu Olšanskiju in drugim borcem, ki so leta 1944 osvobodili mesto Nikolajev (danes Ukrajina)                 |
| 2311 El Leoncito      | 1974 TA1       | opazovalna postaja na Observatoriju Felix Aguilar |
| 2312 Duboshin         | 1976 GU2       | Georgij Nikolajevič Dubošin, sovjetski astronom |
| 2313 Aruna            | 1976 TA        | predstavlja rdeči sij ob zori v indijski mitologiji                                                                                                   |
| 2314 Field            | 1977 VD        | George Brooks Field, ameriški astronom |
| 2315 Czechoslovakia   | 1980 DZ        | Češkoslovaška, ki se je razcepila na Češko in Slovaška v letu 1993                                                                                    |
| 2316 Jo-Ann           | 1980 RH        | Jo-Ann Bowell, žena odkritelja |
| 2317 Galya            | 2524 P-L       | Galya Lubarsky, prijateljica Toma Gehrelsa, enega izmed odkriteljev                                                                                   |
| 2318 Lubarsky         | 6521 P-L       | Cronid Lubarsky, prijateljica Toma Gehrelsa, enega izmed odkriteljev                                                                                  |
| 2319 Aristides        | 7631 P-L       | Aristides, politik iz Aten |
| 2320 Blarney          | 1979 QJ        | vas Blarney, Irska |
| 2321 Lužnice          | 1980 DB1       | reka Lužnice, Češka |
| 2322 Kitt Peak        | 1954 UQ2       | Observatorij Kitt Peak, ZDA |
| 2323 Zverev           | 1976 SF2       | Mitrofan Stepanovič Zverev, ruski |
| 2324 Janice           | 1978 VS4       | Janice Cline, podpornica astronomije |
| 2325 Chernykh         | 1979 SP        | Ljudmila (Людмила Іванівна Черних) in Nikolaj Černih (Николай Степанович Черных), ruska astronoma                                                     |
| 2326 Tololo           | 1965 QC        | Cerro Tololo ameriški observatorij, Čile |
| 2327 Gershberg        | 1969 TQ4       | Roald Evgenevič Geršberg, ruski astronom |
| 2328 Robeson          | 1972 HW        | Paul Robeson, ameriški, pevec, igralec in aktivist |
| 2329 Orthos           | 1976 WA        | Ortrus, dvoglavi pes iz grške mitologije |
| 2330 Ontake           | 1977 DS3       | gora Ontake, vulkan |
| 2331 Parvulesco       | 1936 EA        | Constantin Pârvulescu, romunski astronom. |
| 2332 Kalm             | 1940 GH        | Pehr Kalm (Pietari Kalm), finski raziskovalec, botanik, poljedelski ekonomist                                                                         |
| 2333 Porthan          | 1943 EP        | Henrik Gabriel Porthan, finski zgodovinar |
| 2334 Cuffey           | 1962 HD        | James Cuffey, podpornik astronomije |
| 2335 James            | 1974 UB        | James G. Williams, matematik |
| 2336 Šindžjang        | 1975 WL1       | avtonomna regija Šindžjang, Ljudska republika Kitajska                                                                                                |
| 2337 Boubín           | 1976 UH1       | gora Boubín na Češkem |
| 2338 Bokhan           | 1977 QA3       | Nadezhda Antonovna Bokhan, članica osebja na Inštitutu za teoretično astronomijo v Leningradu (sedaj Sankt Petersburg)                                |
| 2339 Anacreon         | 2509 P-L       | Anakreon, grški pesnik |
| 2340 Hathor           | 1976 UA        | Hator, boginja v staroegipčanski mitologiji |
| 2341 Aoluta           | 1976 YU1       | astronomski observatorij na Leningrajski univerzi (kratica za Astronomical Observatory of Leningrad University)                                       |
| 2342 Lebedev          | 1968 UQ        | Nikolaj Aleksandrovič Lebedev, ruski vojni heroj |
| 2343 Siding Spring    | 1979 MD4       | Observatrij Siding Spring, Avstralija |
| 2344 Xizang           | 1979 SC1       | ime ima po kitajskem področju Tibeta |
| 2345 Fučik            | 1974 OS        | Julius Fučik, pisatelj |
| 2346 Lilio            | 1934 CB        | Aloysius Lilius, iznajditelj gregorijanskega koledarja                                                                                                |
| 2347 Vinata           | 1936 TK        | hčerka Prajapata in žena Kašjapa v indijski mitologiji                                                                                                |
| 2348 Michkovitch      | 1939 AA        | Vojislav V. Mišković, srbski astronom |
| 2349 Kurchenko        | 1970 OG        | Nadežda Kurčenko, junaška stevardesa |
| 2350 von Lüde         | 1938 CG        | Heinz von Lüde, nemški astronom |
| 2351 O'Higgins        | 1964 VD        | Bernardo O'Higgins, čilenski junak |
| 2352 Kurchatov        | 1969 RY        | Igor Vasilevič Kurčatov, ruski fizik |
| 2353 Alva             | 1975 UD        | nekdanje dekle odkritelja |
| 2354 Lavrov           | 1978 PZ3       | Svjatoslav Sergejevič Lavrov, ruski računalničar |
| 2355 Nei Monggol      | 1978 UV1       | Notranja Mongolija, avtonomno področje Kitajske |
| 2356 Hirons           | 1979 UJ        | Charles in Ann Hirons, oče in mati žene odkritelja |
| 2357 Phereclos        | 1981 AC        | Fereklos, rokodelec iz Troje |
| 2358 Bahner           | 1929 RE        | Klaus Bahner, uslužbenec na observatoriju |
| 2359 Debehogne        | 1931 TV        | Henri Debehogne, belgijski astronom |
| 2360 Volgo-Don        | 1975 VD3       | kanal Volga-Don, Rusija |
| 2361 Gogol            | 1976 GQ1       | Nikolaj Vasilijevič Gogolj, ruski pisatelj |
| 2362 Mark Twain       | 1976 SH2       | Mark Twain, ameriški pisatelj |
| 2363 Cebriones        | 1977 TJ3       | Kebrion, Hektorjev voznik kočije |
| 2364 Seillier         | 1978 GD        | mati odkritelja |
| 2365 Interkosmos      | 1980 YQ        | Intercosmos, ruska vesoljska raziskovalna organizacija                                                                                                |
| 2366 Aaryn            | 1981 AC1       | Aaryn G. Baltutis, vnuk odkritelja |
| 2367 Praha            | 1981 AK1       | Praga, glavno mesto Češke |
| 2368 Beltrovata       | 1977 RA        | Betty Tendering, prijateljica švicarskega pisatelja Gottfrieda Kellerja                                                                               |
| 2369 Chekhov          | 1976 GC8       | Anton Čehov, ruski pisatelj |
| 2370 van Altena       | 1965 LA        | William Foster van Altena (Willem van Altena), na Nizozemskem rojen ameriški astronom                                                                 |
| 2371 Dimitrov         | 1975 VR3       | Georgi Mihailovič Dimitrov (bolgarsko: Георги Димитров Михайлов)), bolgarski politik                                                                  |
| 2372 Proskurin        | 1977 RA8       | Vitalij Fedorovič Proskurin, ruski astronom |
| 2373 Immo             | 1929 PC        | Immo Appenzeller, nemški astronom |
| 2374 Vladvysotskij    | 1974 QE1       | Vladimir Visotski, pevec |
| 2375 Radek            | 1975 AA        | Ctirad Kohoutek, češki skladatelj † |
| 2376 Martynov         | 1977 QG3       | Dmitrij Jakovlevič Martinov, astrofizik |
| 2377 Shcheglov        | 1978 QT1       | Vladimir Petrovič Šeglov, ruski astronom |
| 2378 Pannekoek        | 1935 CY        | Antonie Pannekoek, nizozemski astronom |
| 2379 Heiskanen        | 1941 ST        | Weikko Aleksanteri Heiskanen, finski geodet |
| 2380 Heilongdžjang    | 1965 SN        | provinca Heilongdžjang, Ljudska republika Kitajska |
| 2381 Landi            | 1976 AF        | Jorge Landi Dessy, agrentinski astronom |
| 2382 Nonie            | 1977 GA        | hčerka Petra Jekabsonsa, zaposlenega na observatoriju                                                                                                 |
| 2383 Bradley          | 1981 GN        | Martin in Maud Bradley, prijatelji odkritelja |
| 2384 Schulhof         | 1943 EC1       | Leopold Schulhof, na Madžarskem rojen (kot Lipót Schulhóf) astronom                                                                                   |
| 2385 Mustel           | 1969 VW        | Evald Rudolfovič Mustel, ruski astronom |
| 2386 Nikonov          | 1974 SN1       | Vladimir Borisovič Nikonov, ruski astronom |
| 2387 Šjan             | 1975 FX        | provinca Šjan, Ljudska republika Kitajska |
| 2388 Gase             | 1977 EA2       | Vera Fedorovna Gaze, oseba na Observatoriju Pulkovo                                                                                                   |
| 2389 Dibaj            | 1977 QC1       | Ernest Apushevich Dibai, astrofizik |
| 2390 Nežárka          | 1980 PA1       | reka Nežárka, Češka |
| 2391 Tomita           | 1957 AA        | Koichiro Tomita, japonski astronom |
| 2392 Jonathan Murray  | 1979 MN1       | Jonathan Murray, sin prijateljev odkriteljev |
| 2393 Suzuki           | 1955 WB        | Keishin Suzuki, japonski astronom |
| 2394 Nadeev           | 1973 SZ2       | Lev Nikolaevič Nadejev, ruski astrometrist |
| 2395 Aho              | 1977 FA        | Arne J. Aho, član osebja na observatoriju |
| 2396 Kochi            | 1981 CB        | mesto Koči, Japonska |
| 2397 Lappajärvi       | 1938 DV        | jezero Lappajärvi, Finska |
| 2398 Džilin           | 1965 UD2       | provinca Džilin, Ljudska republika Kitajska |
| 2399 Terradas         | 1971 MA        | Esteban Terradas e Illa, španski matematik |
| 2400 Derevskaya       | 1972 KJ        | Aleksandra Avramovna Derevskaja, mati rejnica |
| 2401–2500             |                | |
| 2401 Aehlita          | 1975 VM2       | dekle iz romana Alekseja Nikolajeviča Tolstoja |
| 2402 Satpaev          | 1979 OR13      | Kaniš Imantajevič Satpajev, kazahstanski geolog |
| 2403 Šumava           | 1979 SQ        | gorovje Šumava, Češka |
| 2404 Antarctica       | 1980 TE        | Antarktika, v čast tretji Sovjetski odpravi na Antarktiko, v odpravi je sodeloval tudi odkritelj                                                      |
| 2405 Welch            | 1963 UF        | David F. Welch, uslužbenec v AURA (Association of Universities for research in astronomy)                                                             |
| 2406 Orelskaya        | 1966 QG        | Varvara Ivanovna Orel'skaya, oseba na observatoriju                                                                                                   |
| 2407 Haug             | 1973 DH        | Ulrich Haug, nemški astronom |
| 2408 Astapovich       | 1978 QK1       | Igor Stanislavovič Astapovič, ruski astronom |
| 2409 Chapman          | 1979 UG        | Clark R. Chapman, ameriški astronom |
| 2410 Morrison         | 1981 AF        | David Morrison, ameriški astronom |
| 2411 Zellner          | 1981 JK        | Benjamin H. Zellner, ameriški astronom |
| 2412 Wil              | 3537 P-L       | Wil van de Hulst, žena nizozemskega astronoma Hendrika C. van de Hulsta                                                                               |
| 2413 van de Hulst     | 6816 P-L       | Hendrik C. van de Hulst, nizozemski astronom |
| 2414 Vibeke           | 1931 UG        | hčerka L. K. Kristensena |
| 2415 Ganesa           | 1978 UJ        | v indijski mitologiji predstavlja zahtevo po duhovni moči                                                                                             |
| 2416 Sharonov         | 1979 OF13      | Vsevolod Vasiljevič Šaronov, ruski director observatorija                                                                                             |
| 2417 McVittie         | 1964 CD        | George C. McVittie, ameriški astronom |
| 2418 Voskovec-Werich  | 1971 UV        | Jiří Voskovec in Jan Werich, češka igralca |
| 2419 Moldavia         | 1974 SJ        | Moldavska avtonomna sovjetska socialistična republika, (Sovjetska federativna socialistična republika ali SFSR) (sedaj Moldavija                      |
| 2420 Čiurlionis       | 1975 TN        | M. K. Čiurlionis, litvanski slikar in skladatelj |
| 2421 Nininger         | 1979 UD        | Harvey Harlow Nininger, ameriški strokovnjak za meteorite                                                                                             |
| 2422 Perovskaya       | 1968 HK1       | Sofija Lvovna Perovskaja, ruska revolucionarka |
| 2423 Ibarruri         | 1972 NC        | Ruben Ibarruri, ruski vojak |
| 2424 Tautenburg       | 1973 UT5       | Tautenburg, nemškiy |
| 2425 Šendžen          | 1975 FW        | Šendžen, Ljudska republika Kitajska |
| 2426 Simonov          | 1976 KV        | Konstantin Mihailovič Simonov, ruski pisatelj |
| 2427 Kobzar           | 1976 YQ7       | Taras Ševčenko (znan kot Kobzar), ukrajinski pesnik in slikar                                                                                         |
| 2428 Kamenyar         | 1977 RZ6       | Ivan Franko (znan kot Kamenyar), ukrajinski pisatelj in znanstvenik                                                                                   |
| 2429 Schürer          | 1977 TZ        | Max Schürer, švicarski astronom |
| 2430 Bruce Helin      | 1977 VC        | Bruce Helin, son of one of the discoverers |
| 2431 Skovoroda        | 1978 PF3       | Hryhori Skovoroda, ukrajinski filozof in pesnik |
| 2432 Soomana          | 1981 FA        | v jeziku ljudstva Hopi pomeni zvezdna deklica |
| 2433 Sootiyo          | 1981 GJ        | v jeziku ljudstva Hopi pomeni zvezdni deček |
| 2434 Bateson          | 1981 KA        | Frank Maine Bateson, novozelandski astronom |
| 2435 Horemheb         | 4578 P-L       | Horemheb, staroegipčanski faraon |
| 2436 Hatshepsut       | 6066 P-L       | Hačepsut, staroegipčanska kraljica |
| 2437 Amnestia         | 1942 RZ        | mednarodna organizacija Amnesty International |
| 2438 Oleshko          | 1975 VO2       | Valentina Josifovna Oleško, ruski partizanka |
| 2439 Ulugbek          | 1977 QX2       | Ulug Beg, uzbekistanski sultan, astronom in matematik                                                                                                 |
| 2440 Educatio         | 1978 VQ4       | vzgoja |
| 2441 Hibbs            | 1979 MN2       | Al in Marks Hibbs, prijatelja odkritelja |
| 2442 Corbett          | 1980 TO        | Jim Corbett, lovec in pisatelj |
| 2443 Tomeileen        | A906 BJ        | Thomas in Eileen Marsden, starši Briana G. Marsdena                                                                                                   |
| 2444 Lederle          | 1934 CD        | Trudpert Lederle, nemški astronom |
| 2445 Blazhko          | 1935 TC        | Sergej Nikolaevič Blažko, ruski astronom |
| 2446 Lunacharsky      | 1971 TS2       | Anatoli Vasilevich Lunacharsky, ruski statesman and writer                                                                                            |
| 2447 Kronstadt        | 1973 QY1       | mesto Kronstadt, Rusija |
| 2448 Sholokhov        | 1975 BU        | Mihail Aleksandrovič Šolohov, ruski pisatelj |
| 2449 Kenos            | 1978 GC        | prva ženska v mitologiji domačinov na Ognjeni zemlji                                                                                                  |
| 2450 Ioannisiani      | 1978 RP        | Bagrat Konstantinovič Joanisiani, ruski izdelovalec teleskopov                                                                                        |
| 2451 Dollfus          | 1980 RQ        | Audouin Dollfus, francoskiastronom |
| 2452 Lyot             | 1981 FE        | Bernard Lyot, francoskiastronom |
| 2453 Wabash           | A921 SA        | Bob Warshow (znan kot "Wabash"), delavec pri računalniku                                                                                              |
| 2454 Olaus Magnus     | 1941 SS        | Olaus Magnus, švedski eklezijast in pisatelj |
| 2455 Somville         | 1950 TO4       | Oscar Somville, seizmolog |
| 2456 Palamedes        | 1966 BA1       | Palamedes, poveljnik iz grški mitologiji |
| 2457 Rublyov          | 1975 TU2       | Andrej Rublev, ruski slikar |
| 2458 Veniakaverin     | 1977 RC7       | Benijamin Aleksandrovič Kaverin (Вениамин Александрович Каверин), ruski pisatelj                                                                      |
| 2459 Spellmann        | 1980 LB1       | Leonard Spellmann, oče odkritelja |
| 2460 Mitlincoln       | 1980 TX4       | MIT (Tehnološki inštitut Massachusettsa) v Laboratoriju Lincoln                                                                                       |
| 2461 Clavel           | 1981 EC1       | Gustavine Clavel, stoletnik |
| 2462 Nehalennia       | 6578 P-L       | Nehalennia, boginja v rimski mitologiji |
| 2463 Sterpin          | 1934 FF        | Julia Sterpin Van Biesbroeck, žena odkritelja |
| 2464 Nordenskiöld     | 1939 BF        | Adolf Erik Nordenskiöld, na Finskem rojen švedski raziskovalec                                                                                        |
| 2465 Wilson           | 1949 PK        | Robert Wilson, britanski astronom |
| 2466 Golson           | 1959 RJ        | John C. Golson, član osebja na observatoriju |
| 2467 Kollontai        | 1966 PJ        | Alexandra Mikhailovna Kollontai, ruski ambasador |
| 2468 Repin            | 1969 TO1       | Ilja Jefimovič Repin, ruski slikar |
| 2469 Tadjikistan      | 1970 HA        | Tadžikistan |
| 2470 Agematsu         | 1976 UW15      | mesto Agematsu, Japonska |
| 2471 Ultrajectum      | 6545 P-L       | latinsko ime za mesto Utrecht |
| 2472 Bradman          | 1973 DG        | Donald Bradman, avstralski igralec kriketa * |
| 2473 Heyerdahl        | 1977 RX7       | Thor Heyerdahl, raziskovalec |
| 2474 Ruby             | 1979 PB        | Ruby, odkriteljev pes, ki je živel na Observatoriju Kleť                                                                                              |
| 2475 Semenov          | 1972 TF2       | Pavel Afanesjevič Semenov, poveljnik ruskega tankovskega bataljona v drugi svetovni vojni                                                             |
| 2476 Andersen         | 1976 JF2       | Hans Christian Andersen, danski pisatelj in pesnik |
| 2477 Biryukov         | 1977 PY1       | Nikolaj Zotovič Birjukov, ruski pisatelj |
| 2478 Tokai            | 1981 JC        | vas, mesto, univerza Tokai, Japonska |
| 2479 Sodankylä        | 1942 CB        | mesto in občina Sodankylä, Finska |
| 2480 Papanov          | 1976 YS1       | Anatolii Dmitrievič Papanov, ruski igralec |
| 2481 Bürgi            | 1977 UQ        | Jost Bürgi, švicarski izdelovalec ur in znastvenih inštrumentov, astronom, in neodvisni izumitelj logaritmov                                          |
| 2482 Perkin           | 1980 CO        | Richard S. in Gladys T. Perkin iz firme Perkin-Elmer Corp., podporniki astronomije                                                                    |
| 2483 Guinevere        | 1928 QB        | Guinevere, žena kralja Arturja |
| 2484 Parenago         | 1928 TK        | Pavel Petrovich Parenago, ruski astronom |
| 2485 Scheffler        | 1932 BH        | Helmut Scheffler, nemški astronom |
| 2486 Metsähovi        | 1939 FY        | Observatorij Metsähovi, Finska |
| 2487 Juhani           | 1940 RL        | sin odkritelja |
| 2488 Bryan            | 1952 UT        | William Lowe Bryan, predsednik univerze |
| 2489 Suvorov          | 1975 NY        | Aleksander Vasiljevič Suvorov, ruski vojaški znanstvenik                                                                                              |
| 2490 Bussolini        | 1976 AG        | Juan A. Bussolini, španski astronom |
| 2491 Tvashtri         | 1977 CB        | tesar v indijski mitologiji |
| 2492 Kutuzov          | 1977 NT        | Mihail Ilarijonovič Kutuzov, ruski vojaški vodja |
| 2493 Elmer            | 1978 XC        | Charles Wesley Elmer, amaterski astronom |
| 2494 Inge             | 1981 LF        | Jay L. Inge, kartograf |
| 2495 Noviomagum       | 7071 P-L       | latinsko ime za mesto in občino Nijmegen, Nizozemska                                                                                                  |
| 2496 Fernandus        | 1953 TC1       | Fernandus Payne, zoolog |
| 2497 Kulikovskij      | 1977 PZ1       | Peter Grigorjevič Kulikovskij, ruski astronom |
| 2498 Tsesevich        | 1977 QM3       | Vladimir Platonovič Cesevič, ruski astronom |
| 2499 Brunk            | 1978 VJ7       | William E. Brunk, ameriški astronom |
| 2500 Alascattalo      | 1926 GC        | Alascattalo, mitološka pošast na Aljaski |